# Cratere Cora
Cora è un cratere sulla superficie di Caronte.
Il cratere è dedicato all'omonima protagonista de La ferrovia sotterranea.